# Nudochernes intermedius
Nudochernes intermedius es una especie de arácnido  del orden de los pseudoscorpiones de la familia Chernetidae.

## Distribución geográfica
Se encuentra en la República Democrática del Congo.